# Genetisk algoritme
 Der er for få eller ingen kildehenvisninger i denne artikel, hvilket er et problem. Du kan hjælpe ved at angive troværdige kilder til de påstande, som fremføres i artiklen.

Genetiske algoritmer er en metode først beskrevet af J.H. Holland i 1975. Metoden, eller algoritmen, er inspireret af princippet om naturlig udvælgelse. Algoritmen tager udgangspunkt i en population af individer, som hver repræsenterer en løsning til et givet problem. Denne løsning kan beskrives som en rækkefølge af tal, også kaldet et kromosom. Man genererer nu næste generation af løsninger ved at udvælge de bedst egnede individer og "parre" dem med hinanden. Når to individer parres, sker der henholdsvis en cross-over og en mutation, hvorved der genereres to afkom (nye individer/løsninger). Når der således er genereret en ny population, gentages processen indtil et stopkriterium er opfyldt.
Genetiske algoritmer har blandt andet været anvendt til:
- Optimering af f.eks. kredsløb og planlægningsopgaver
- Automatisk programmering
- Maskinær læring, f.eks. klassifikation
- Økonomisk modellering
- Modellering af økosystemer
- Adfærdsstudier og sociale systemer

Andre eksempler på genetiske algoritmer:
- Simuleret Udglødning
- Guided Local Search